# Hiller OH-23 Raven
Hiller UH-12
Hiller OH-23 Raven je bil trisedežni batnognani lahko opazovalni helikopter iz 1940ih. Razvit je bil na podlagi Hillerjevega "Modela 360". Tovarniška oznaka helikopterja je UH-12 ("UH" - United Helicopters),
H-23 se je uporabljal za medicinsko evakuacijo v Korejski vojni in na začetku Vietnamske vojne.

## Specifikacije (H-23D)
Podatki iz United States Military Aircraft since 1909; Swanborough and Bowers 1963, p.276.
Splošne karakteristike
- Posadka: 2
- Dolžina: 27 ft 9+1⁄2 in (8,47 m)
- Premer rotorja: 35 ft 5 in (10,80 m)
- Višina: 9 ft 9+1⁄2 in (2,99 m)
- Površina rotorjev: 985 sq ft (91,5 m²)
- Teža praznega letala: 1816 lb (825 kg)
- Maks. vzletna teža: 2700 lb (1227 kg)
- Pogon letala: 1 ×  6-valjni batni motor Lycoming VO-435-23B, 250 KM (187 kW)

 Zmogljivost 
- Maks. hitrost: 95 mph (153 km/h, 83 vozlov) na nivoju morja
- Potovalna hitrost: 82 mph (132 km/h, 71 vozlov)
- Doseg: 197 milj (317 km, 171 nmi)
- Višina leta: 13200 ft (4025 m)
- Hitrost vzpenjanja: 1050 ft/min (5,3 m/s)